# حركة الإصلاح الزراعي في الصين
حركة الإصلاح الزراعي في الصين، وتعرف أيضًا بالاختصار الصيني Tǔgǎi، عبارة عن حملة قام بها الحزب الشيوعي الصيني بقيادة ماو تسي تونغ خلال المرحلة الأخيرة من الحرب الأهلية الصينية وبداية جمهورية الصين الشعبية. تضمنت الحملة القتل الجماعي لأصحاب الأراضي على يد المستأجرين وإعادة توزيع أراضيهم على الفلاحين. يتراوح العدد التقديري لضحايا الحركة من مئات الآلاف حتى الملايين. وفقًا لتقييم الحزب الشيوعي الصيني، فإن تسو إنلاي قدر أن 830 ألف شخص قتلوا وقدر ماو تسي تونغ أن نحو 2 إلى 3 ملايين شخص قتلوا.
أولئك الذين قتلوا تم استهدافهم على أساس طبقتهم الاجتماعية وليس على أساس عرقهم؛ يستخدم تعبير (classicide) لوصف عمليات القتل. استمرت جرائم القتل الجماعي ذات الدوافع الطبقية تقريبًا طوال 30 عامًا من التحول الاقتصادي والاجتماعي في الصين الماوية، وبحلول نهاية الإصلاحات، تم إبعاد طبقة الملاك من بر الصين الرئيسي إلى حد كبير أو فروا إلى تايوان. بحلول عام 1953، تم الانتهاء من الإصلاح الزراعي في معظم أجزاء بر الصين الرئيسي باستثناء سنجان والتبت وتشينغهاي وسيتشوان. منذ عام 1953 فصاعدًا، بدأ الحزب الشيوعي الصيني في تنفيذ الملكية الجماعية للأراضي المصادرة من خلال إنشاء «تعاونيات الإنتاج الزراعي»، وبالتالي نقل حقوق الملكية من طبقة الملاك إلى دولة الصين.

## أصولها
كان لدى تمرد تايبينغ في منتصف القرن التاسع عشر، برنامج يتعلق بمصادرة الأراضي وإعادة توزيعها لم يدم طويلًا، وبعد ثورة شينهاي في عام 1911، دعا مؤسس الحزب القومي الصيني سون يات-سين إلى برنامج «الأرض للفلاح» وهو برنامج للتوزيع المتساوي للأراضي، نفذته جزئيًا الحكومة الوطنية تحت قيادة تشيانغ كاي-شيك.
اعتقد ماو تسي تونغ في وقت مبكر من عام 1927، أن الريف سيكون جزءًا أساسيًا من الثورة. كان الإصلاح الزراعي أمرًا رئيسيًا بالنسبة للحزب الشيوعي الصيني لتنفيذ برنامجه الخاص بالمساواة الاجتماعية، ولبسط سيطرته على الريف. على عكس روسيا قبل الثورة، لم يكن الفلاحون في الصين الإمبراطورية مستعبدين إقطاعيًا لأصحاب العقارات الكبيرة؛ فكانوا إما يمتلكون أرضهم أو يستأجرونها. سوقوا محاصيلهم مقابل المال في أسواق القرى، لكن النخبة المحلية استخدموا علاقاتهم مع المسؤولين للسيطرة على المجتمع المحلي. عندما بدأت الحكومة المركزية تفقد سيطرتها في أواخر القرن التاسع عشر ومن ثم تفككت بعد عام 1911، أصبحت منظمات العشائر والأرستقراطية المحلية أكثر قوة. دعا ماو في تقرير له في عام 1927 عن تحقيق حول حركة الفلاحين في هونان، إلى إستراتيجية هرطقية في ذلك الوقت لحشد الفلاحين الفقراء لمواصلة «النضال». رفض ماو منذ ذلك الحين فكرة الإصلاح السلمي للأراضي، وجادل بأن الفلاحين لن يستطيعوا تحقيق التحرير الحقيقي ما لم يشاركوا في الإطاحة العنيفة بملاك الأراضي.

## القتل الجماعي لملاك الأراضي

### الحملة الأولى (1946-1948)
على مدى العقود التالية، تأرجحت إستراتيجية الحزب إلى الأمام والخلف. تشاجر القادة حول أسئلة مثل مستوى العنف الذي كان يجب أن يستخدم؛ وفيما إذا كان يجب أن يتوددوا للفلاحين المتوسطين الذين يزرعون معظم الأرض أو يستهدفوهم؛ أو فيما إذا كان يجب أن يوزعوا جميع الأراضي على الفلاحين الفقراء. شدد الحزب على برنامج سان يات-سين المعتدل «الأرض للفلاح» خلال الحرب الصينية اليابانية والجبهة المتحدة الثانية، الذي حد من الإيجار حتى 37+ % من المحصول، عوضًا عن إعادة توزيع الأراضي. عند اندلاع الحرب الأهلية الصينية في عام 1946، بدأ ماو بالضغط للعودة إلى السياسات المتطرفة لتحريض القرى ضد طبقة ملاك الأراضي، لكنه حمى حقوق الفلاحين المتوسطين وحدد أن الفلاحين الأغنياء لا ينتمون إلى طبقة ملاك الأراضي. حدد توجيه 7 يوليو لعام 1946 بداية 18 شهرًا من الصراع العنيف الذي تتم فيه مصادرة أراضي الفلاحين الأغنياء وملاك الأراضي وإعادة توزيعها على الفلاحين الفقراء. انتقلت فرق العمل الحزبية بسرعة من قرية إلى الأخرى وقسمت السكان إلى ملاك أراضي، أو فلاحين أغنياء، أو فلاحين متوسطين أو فلاحين فقراء أو فلاحين لا يملكون أرضًا. سرعان ما عاد الفلاحون الأغنياء والمتوسطون إلى السلطة، لأن فرق العمل لم تشرك القرويين في العملية.
زاد قانون الأرض العام لشهر أكتوبر من عام 1947 من الضغط. أعاد الحزب المركزي إرسال الفرق إلى القرى لتسليم الفلاحين الفقراء وعديمي الأراضي زمام الأمور، وأمر بإلغاء إيجار الأراضي، الذي يشابه الاستغلال الإقطاعي، وإلغاء حالة مالك الأرض. حشدت فرق العمل الفلاحين الفقراء والذين لا يملكون أرضًا لاتخاذ إجراءات عنيفة ومباشرة ضد العشائر والعائلات القائدة في القرى المجاورة لضمان أن الولاءات العائلية لن تتعارض مع الحملة. سجل المراقبون الأجانب في إحدى القرى جنوب هيبي، تعرض أربعة أشخاص للرجم حتى الموت، وأورد ويليام هينتون أن ما لا يقل عن إثني عشر فلاحًا أو ملاكًا ضربوا حتى الموت في قرية تدعى لونغبو.